# Ege Bamyasi
Ege Bamyasi to czwarty album niemieckiej grupy krautrockowej Can, wydany w listopadzie 1972 roku. Reedycja na SACD pojawiła się w 2004 roku.
Płyta jest jedną z przystępniejszych w dorobku Can. Porzuca długie, eksperymentalne utwory z Tago Mago na rzecz krótszych (tylko jedna piosenka dłuższa niż 10 minut) form. Dzięki temu singiel "Spoon" dotarł do pierwszej dziesiątki niemieckiej listy przebojów I został użyty jako temat thrillera "Das Messer" ("Nóż"). Do inspiracji płytą przyznali się m.in. Stephen Malkmus z Pavement i Thurston Moore z Sonic Youth.

## Okładka
Okładka przedstawia puszkę (ang. can), w której jest piżmian jadalny (po turecku ege bamyasi).

## Recenzje
Pitchfork Media uznał płytę za 19. najlepszą z lat 70..

## Lista utworów
Wszystkie utwory napisane i skomponowane przez Can.
| 1. | "Pinch"          | 9:30  |
|    |                  |       |
| 2. | "Sing Swan Song" | 4:49  |
|    |                  |       |
| 3. | "One More Night" | 5:34  |
|    |                  |       |
| 4. | "Vitamin C"      | 3:32  |
|    |                  |       |
| 5. | "Soup"           | 10:29 |
|    |                  |       |
| 6. | "I'm So Green"   | 3:05  |
|    |                  |       |
| 7. | "Spoon"          | 3:03  |
|    |                  |       |
|    |                  | 40:02 |
|    |                  |       |

## Personel
- Damo Suzuki – wokale
- Holger Czukay – bass, inżynier dźwięku, edycja
- Michael Karoli – gitara
- Jaki Liebezeit – perkusja
- Irmin Schmidt – keyboardy

### Produkcja
- Ingo Trauer – oryginalna okładka
- Richard J. Rudow – oryginalny design
- Andreas Torkler – design (reedycja z 2004)